# Zophomyia flavipalpis
Zophomyia flavipalpis là một loài ruồi trong họ Tachinidae.